# Саїдабад (Марказі)
Саїдабад (перс. سعيداباد) — село в Ірані, у дегестані Мазрае-Нов, в Центральному бахші, шахрестані Аштіан остану Марказі. За даними перепису 2006 року, його населення становило 20 осіб, що проживали у складі 5 сімей.

## Клімат
Середня річна температура становить 13,77°C, середня максимальна – 32,74°C, а середня мінімальна – -8,98°C. Середня річна кількість опадів – 210 мм.
| Клімат поселення                              | Клімат поселення | Клімат поселення | Клімат поселення | Клімат поселення | Клімат поселення | Клімат поселення | Клімат поселення | Клімат поселення | Клімат поселення | Клімат поселення | Клімат поселення | Клімат поселення | Клімат поселення |
| Показник                                      | Січ.             | Лют.             | Бер.             | Квіт.            | Трав.            | Черв.            | Лип.             | Серп.            | Вер.             | Жовт.            | Лист.            | Груд.            |                  |
| Середній максимум, °C                         | 8,99             | 11,42            | 16,74            | 23,01            | 27,42            | 31,12            | 32,74            | 31,73            | 28,18            | 22,33            | 16,04            | 9,60             |                  |
| Середня температура, °C                       | −0,01            | 2,44             | 7,76             | 14,03            | 18,44            | 22,14            | 26,05            | 25,02            | 21,48            | 15,63            | 9,34             | 2,92             |                  |
| Середній мінімум, °C                          | −8,98            | −6,54            | −1,23            | 5,05             | 9,45             | 13,15            | 19,34            | 18,33            | 14,79            | 8,94             | 2,63             | −3,77            |                  |
| Норма опадів, мм                              | 32               | 32               | 39               | 27               | 20               | 2                | 1                | 1                | 0                | 9                | 19               | 28               |                  |
| Середньомісячна швидкість вітру, м/с          | 1.37             | 1.98             | 2.51             | 2.87             | 2.67             | 2.50             | 2.58             | 2.36             | 2.19             | 2.02             | 1.60             | 1.27             |                  |
| Середньомісячна сонячна радіація, кДж/м²·день | 9513             | 12725            | 15259            | 18612            | 22533            | 26687            | 25989            | 24220            | 21037            | 15700            | 11321            | 9240             |                  |
| --------------------------------------------- | ---------------- | ---------------- | ---------------- | ---------------- | ---------------- | ---------------- | ---------------- | ---------------- | ---------------- | ---------------- | ---------------- | ---------------- | ---------------- |
| Джерело:                                      |                  |                  |                  |                  |                  |                  |                  |                  |                  |                  |                  |                  |                  |